# Kawakaze-klasse
De Kawakaze-klasse bestond uit twee torpedobootjagers die dienden bij de Japanse Keizerlijke Marine.

## Achtergrond
De bouw van de Kawakaze-klasse werd toegevoegd aan de uitbreidingsplannen van de Japanse marine in 1915. Hiertoe behoorde ook de Tenryū-klasse lichte kruisers. Het plan was om een snelle vloot te creëren die in staat was grote schepen als slagschepen te escorteren. 
Oorspronkelijk was er maar één schip gepland, de Tanikaze, maar er kwam geld beschikbaar voor een tweede schip, de Kawakaze, doordat de Italiaanse regering onverwacht schulden terugbetaalde nadat een Japans schip van de Urakaze-klasse na de bouw in 1916 aan Italië gegeven werd.

## Ontwerp
De Kawakaze-klasse werd aanvankelijk ontworpen als een opvolger van de eerdere Isokaze-klasse torpedobootjagers. De schepen waren echter de eerste Japanse torpedobootjagers die gebruik maakten van een nieuw 'Type 3' 120 mm kanon. Dit type kanon werd later op veel andere torpedobootjagers gebruikt. Verder wilde de Japanse marine de nieuwste technologieën toevoegen in termen van torpedo's van 533 mm verdeeld over 3 torpedobuizen aan elke kant van het schip. Omdat de torpedobootjagers in de Eerste Wereldoorlog lange overzeese afstanden moesten kunnen afleggen, werd de romp en de boeg versterkt.

## Inzet
De schepen kwamen op 11 november 1918 in dienst, op dezelfde dag als de informele beëindiging van de Eerste Wereldoorlog. Kawakaze is op 1 april 1934 uit dienst genomen, Tanikaze een jaar later. De schepen hebben niet aan oorlogen deelgenomen.